# Kádár-sziget
A Kádár-sziget a Duna magyarországi szakaszán, Bács-Kiskun vármegyében, Bajától nyugat-délnyugat irányban elhelyezkedő sziget. Nevét a közhiedelemmel ellentétben nem a korábbi pártfőtitkárról kapta, bár e hiedelem létrejöttében kétségkívül szerepet játszhatott az, hogy a vadászatot szenvedélyből űző Kádár János többször is megfordult a vadregényes szigeten és környékén.
A Kádár-sziget egy letűnt világ, a szinte érintetlen ártéri erdő és ehhez az élőhelyhez ragaszkodó flóra és fauna egyik utolsó menedéke.

## Elhelyezkedése és története
A Kádár-sziget a Duna folyásirány szerinti bal oldalán helyezkedik el az 1470 és 1473,5 folyamkilométerek között. A Duna itteni kanyarulatának belső ívén (tehát az „épülő” oldalon) elhelyezkedő zátony – a sziget „elődje” – a tőle délre és keletre fekvő Nagy-Pandúr-szigetről fűződött le az 1900-as évek elején. Az ekkor kialakuló Kádár-Duna azon kevés mellékágak egyike, mely rövidebb a főágnál az adott szakaszon.
A mellékágat sajnos sok más Duna-ághoz hasonlóan meglehetősen kedvezőtlenül érintette a folyamszabályozás, mára erősen feltöltődött, alacsony vízállás idején alig tartalmaz vizet. A mellékágban a szabályozás során lerakott keresztgátat a kilencvenes évek középen elbontották, hogy a víz átfolyását segítsék, azonban sokak szerint (nem alaptalanul) ez csak a hordalékkal való feltöltődést segítette elő.
A sziget északi (Duna felőli) oldalán több sarkantyút is létesítettek, ezek áramlási árnyékában lerakódó hordalék nagy kiterjedésű zátonyrendszert épített a sziget felső végében. Érdekesség a zátony fodrai között kialakult Boruló-tó az északi oldalon.
A szigetet nyugatról és északról határoló Duna itt egy meglehetősen éles kanyart vesz dél felé, ráadásul erőteljesen össze is szűkül. A hajózásban sem túl kedvező éles kanyar és szűkület közrejátszott a hírhedt 1956-os jeges árvíz kialakulásában is, a nagy mennyiségű levonuló jég itt torlódott fel végzetesen.
A Kádár-sziget mára a Duna–Dráva Nemzeti Park fokozottan védett területe, a Gemenc három erdőrezervátuma közül a legkisebb, de talán a legváltozatosabb és legősibb is egyben. A szigetet meglehetősen nehézkes szárazföldről munkagépekkel megközelíteni, talán ennek tudható be, hogy évtizedekig alig érintette az erdőgazdálkodás.

## Növényvilág
A terület legalacsonyabb részei a sarkantyúk környezetének homokpadjai (porongjai), amelyek jellegzetes élőhelyei a pionír növényfajoknak. Az áradások hordalékából folyamatosan felépülő öntéstalajon először a bokorfüzesek – mint jellemző pionír társulások – telepednek meg. A benőtt zátonyra jellemző, hogy felfogja és szűri az iszapot, a hordalékot, és magasodása felgyorsul. A zátonyon megtelepedett fajok a következők: csigolyafűz (Salix purpurea), törékeny fűz (Salix fragilis), mandulalevelű fűz (Salix triandra), hamvas fűz (Salix cinerea) és fehér fűz (Salix alba). A fehér nyár (Populus alba) szintén több helyen megtalálható már, amely jól mutatja a szukcesszió irányát.
A sziget délnyugati oldalán még most is lábon halnak az idős fehér fűzek, mesebeli látványt nyújtva a víz felől érkező látogatóknak.  A délkeleti oldalon idős fekete nyáras (Populus nigra) áll.
A sziget közepén vadlegelő található, ezt észak és északkelet felől idős, elegyes, ártéri ligeterdő határolja. Ez a terület legmagasabban fekvő része, itt a főbb állományalkotók a puha- és keményfaligetek jellemző fajai: a kocsányos tölgy (Quercus robur), a vénic-szil (Ulmus laevis), a mezei szil (Ulmus minor), a magyar kőris (Fraxinus angustifolia), a fekete nyár (Populus nigra), a fehér nyár (Populus alba).
Sajnos a sziget több pontján figyelhető meg adventív fajok agresszív terjedése. A kőrislevelű juhar (Acer negundo) és a gyalogakác (Amorpha fruticosa) elsősorban a zátonyok felőli oldalon és a szegélyterületeken „támad”, a selyemkóró (Asclepias syriaca) a belső réten terjedt el, az erdők aljnövényzetében a kisvirágú nebáncsvirág (Impatiens parviflora) tenyészik tömegesen.

## Állatvilág
A viszonylagos háborítatlanság nyomán változatos, ritka és védett fajokban bővelkedő állatvilág jellemző a Kádár-szigetre. A gemenci erdő egyik jelképe, a gímszarvas (Cervus elaphus), valamint a vaddisznó (Sus scrofa) nagy számban él a sűrű erdőben. A vidra (Lutra lutra) és a borz (Meles meles) rejtettebb életmódja révén ritkábban kerül szem elé, de a part menti iszapban szakavatott szem azonnal felismerheti lábnyomaikat. A sikeres visszatelepítés nyomán az eurázsiai hód (Castor fiber) is megtelepedett a sziget környékén.
A madárvilág képviselői között igazi ritkaságokat, természetvédelmünk féltett kincseit fedezhetjük fel. A fekete gólya (Ciconia nigra) idős, elegyes erdőket választ fészkelőhelyül, ezen élőhelyekből országszerte egyre kevesebb található. A hatalmas, akár több mint két méteres szárnyfesztávolságú rétisas (Haliaeetus albicilla) sem ritkaság ezen a vidéken. A ragadozó madarak közül az egerészölyv (Buteo buteo), a darázsölyv (Pernis apivorus) és a barna kánya (Milvus migrans) is említést érdemel. A zátonyok pocsolyái, a mellékág tocsogói kiváló táplálkozóterületet nyújtanak számos egyéb madárfajnak is, a szürke gém (Ardea cinerea), a kis kócsag (Egretta garzetta) és több sirályfaj is a mindennapi élet főszereplői a Kádár-szigeten és környékén. A híres helyi madarász egyesület megfigyelt már énekes hattyút (Cygnus cygnus), kis kárókatonát (Phalacrocorax pygmeus) és batlát (Plegadis falcinellus) is a szigeten. A téli hónapokban vadludak sokasága éjszakázik a zátonyokon.
A vadvízország kiváló szaporodó- és élőhelyet nyújt a zöldbékáknak (Pelophylax spp.) és a vöröshasú unkának (Bombina bombina), valamint a vízisiklónak (Natrix natrix) és a kockás siklónak (Natrix tessalata) is remek vadászterület.
A zátonyokon és sarkantyúkon horgászó számára a dévérkeszeg (Abramis brama) és a karikakeszeg (Blicca bjoerkna) akad gyakran horgára, de paducot (Chondostroma nasus), márnát (Barbus barbus) és pontyot (Cyprinus carpio) is foghat a szerencsés és kitartó „pecás”. A rablóhalak rajongóinak a zátonyok elsősorban balinnal (Aspius aspius) szolgálhatnak, nyári-őszi hónapokban érdemes próbálkozni élőcsalis horgászatával.
Az állatvilágot érintő adventív fajok esetében többek között a nagy kosárkagyló (Corbicula fluminea) nevű kagylófaj említhető, aminek kagylóhéjai az utóbbi években már szinte ellepik a parti fövenyt.